# ام‌وی نیویورک
ام‌وی نیویورک (به انگلیسی: MV York) یک کشتی است که طول آن ۱۰۱ متر (۳۳۱ فوت) می‌باشد. این کشتی در سال ۲۰۰۰ ساخته شد.